# 서울특별시교육청교육시설관리본부
서울특별시교육청 교육시설관리본부(서울特別市敎育施設管理事業所, Seoul Education Facilities Management Office)는 대한민국의 교육 행정기관으로, 서울특별시 관내의 서울특별시교육청 산하 각급 학교 및 직속기관의 각종 시설물을 경제적이고 효율적으로 유지·보수·관리하기 위하여 만들어진 서울특별시교육청의 직속 산하기관이다. 2005년 12월 29일 서울특별시 종로구 사직동 1-27번지에 개청하였으며, 용산구 후암동 168번지로 이주하였다. 2019년 12월 성북구로 이전. 서울시교육청 관내 각급 학교시설물의 효율적 운영과 관리·점검, 하자해결과 민간위탁관리 운영 및 지도감독, 시설물 안전사고 예방 활동, 교육청 산하 직속기관 및 각급학교 시설 공사 감독감리 및 유지·보수 추진, 시설관리 관련 교육훈련 그밖에 각급 사립학교의 시설물 관련 업무 및 사립학교 시설물 유지보수 관련 사업도 지원한다.

## 운영방향

### 운영목표
- 신뢰받는 안전한 교육시설
- 쾌적한 교육환경 구축

### 추진방향
- 수요자 중심의 교육시설 환경 조성
- 학교시설관리의 신속한 지원체계 구축
- 시설관리의 전문성 신장

## 주요 업무
- 기동점검보수반 운영
- 시설물 안전점검
- 직속기관 및 학교 환경개선사업
- 학교시설 민간위탁용역 관리
- 사립학교 시설공사 지원
- 시설관리 담당자 교육훈련과정 운영

## 중점과제
- 학교시설 현황파악
- 학교시설 소규모 보수 직접지원
- 학교시설 민간위탁관리 운영, 지도감독
- 직속기관 시설공사 및 유지·보수 추진
- 사립학교 시설 사업, 시설 유지보수 사업 지원
- 기동점검보수반 운영, 학교시설 순회점검
- 학교 시설유지관리 역량 강화

## 연혁
- 2005년 12월 29일 서울특별시교육청 행정기구 설치조례 개정에 의한 설립 (제4332호)
- 2006년 1월 1일 서울시 학교보건진흥원 4층에 임시사업소 설치
- 2006년 7월 14일 구) 학생교육원으로 청사 이전 (종로구 사직동 1-27)
- 2006년 8월 24일 6개과로 업무 개시 (관리과, 시설1.2.3과, 지원1.2과)
- 2008년 4월 25일 구) 수도여자고등학교(현 부지)로 청사 이전
- 2019년 12월 서울도시과학기술고등학교 부지로 청사 이전(부지 공동사용)

## 조직
본부장
| - 총무부 - 운영지원과 - 재정지원과 | - 시설관리부 - 시설1과 - 시설2과 - 시설3과 - 지원1과 - 지원2과 |

## 같이 보기
- 시설관리
- 서울특별시 시설관리공단
- 서울특별시학교보건진흥원
- 경기도교육청시설관리센터